# Heerlijkheid Leestkens
Leestkens, ook wel de Leest, is een voormalige heerlijkheid waarvan het gebied vandaag verdeeld is over het grondgebied van Middelburg (Maldegem) en Moerkerke (Damme), in de parochie Heille. Ze bestond  uit een grote hofstede en een kasteel met daaromheen een grondgebied van 210 gemeten (95 ha).

## Ligging
Buiten het feit dat ze lag in het grensgebied van Middelburg en Moerkerke weten we ook dat de hofstede stond nabij de Gentse Lievegracht, ten noorden van de Abdij van Zoetendale. 

## Geschiedenis
Voor het jaar 1398 liet Pieter de Leestmaekere (bokkraanverver te Brugge) rondom de reeds bestaande hofstede een heus kasteel en een kapel optrekken. Volgens geschiedschrijver Gramaye werd het zo genoemd omdat het grondplan van het kasteel (of de grachten) leek op de vorm van een schoenleest en vanaf 1412 is Pieter dan ook vindbaar als Pieter de Leestmaekere. Op 8 november 1418 wordt er een boedel opgemaakt van het gezin van Pieter de Leestmaekere en Elisabeth Hugheleins. De eigendom was bezet met 300 Vlaamse ponden, en ging later over naar hun zoon Pieter Bladelin de Leestmaekere.
Pieter bleef zonder kinderen een Leestkens ging over naar zijn zus Margaretha Bladelin. Deze trouwde met Collaert de Fever en Leestkens ging daarna over naar hun dochter Margaretha de Fever. Margaretha de Fever stierf in 1497 en Leestkens werd dan eigendom van haar achtergebleven echtgenoot: Jan III de Baenst.
Na eigendom geweest te zijn van de familie de Baenst kwam de heerlijkheid terecht bij Hiëronymus Lauweryn. Deze gaf Leestkens na zijn dood in 1509 door aan zijn jongste zoon: zo werd Pieter Laurijn heer van Leestkens. Pieter Laurijn bleef dit tot en met zijn (jonge) overlijden in 1522.
De heerlijkheid bleef lange tijd in eigendom van het huis Laurijn. In 1697 wordt bijvoorbeeld vermeld dat er een nieuw graf moet komen voor Jan Antoin Lauryn, die heer van Leestkens en Schoondijke was.